# Le Capricorne (archipel de Pointe-Géologie)
Le Capricorne est une île rocheuse de l'archipel de Pointe-Géologie (terre Adélie), situé en mer Dumont-d'Urville au large du continent antarctique.

## Description
Le Capricorne, situé entre le Bélier à 25 m au sud et les Poissons au nord, fait un peu moins de 150 m de long pour une altitude maximale de 10 m. Comme ses deux voisins, il ne se trouve qu'à 500 m de la côte ouest de l'île des Pétrels, par delà le chenal Ouest. Avec le Bélier, le Cancer, les Poissons, le Sagittaire, le Scorpion, et le Taureau, il constitue le groupe des Sept-Îles,.